# Slinkachu
Slinkachu 
 (externe Weblinks)
- They're not Pets, Susan, 2007[1]
- Antscape Painting, 2007[1]
- The Trespance Alliance Show, 2008[1]
- Graffiti, 2008[2]

Slinkachu, geboren 1979 in Devon als Stuart Pantoll, ist ein britischer Streetart-Künstler, Fotograf und Blogger. Er ist vor allem für seine Little People bekannt geworden, die er seit 2006 an verschiedenen Stellen Londons installiert. Seine Kunst wurde in einer Reihe von Ausstellungen in London und Norwegen präsentiert.

## Werk
Slinkachu präsentiert seine Kunst seit 2006 vor allem durch die Installation von Szenen mit bemalten Modelleisenbahnfiguren (Little People), die er im Straßenraum in London in unterschiedlichen Szenen platziert. Dabei kann es sich um alltägliche Szenen oder auch Unfalldarstellungen handeln, darunter beispielsweise eine Figur unter einer ausgedrückten Zigarettenkippe (Stubbed out, 2007) oder ein Arbeiter, der sich aus einem Gulli stemmt (Drain Guy, 2007). Er arbeitet auch an Installationen mit mehreren Figuren und anderen Objekten wie bei They're not Pets, Susan, 2007, bei der er einen Mann mit Jagdgewehr und ein junges Mädchen bei einer toten Hummel zeigt. Die Zeitschrift Art schrieb, seine Figuren stünden „für die Isolation und Einsamkeit in Großstädten“.
Ein weiteres Projekt stellt das Inner City Snail Project dar, bei dem Weinbergschnecken mit Miniaturgraffiti oder anderen Verzierungen versehen in der Stadt platziert werden. 
Seine Vorliebe für Miniaturen bei der Streetart erklärt Slinkachu nach Angaben der Art mit folgenden Worten: „Ich mag den Gedanken, dass fast niemand meine Arbeiten sieht. Denn wir alle ignorieren absichtlich oder unabsichtlich vieles, das uns in einer Stadt umgibt.“
Seit 2007 gibt es entsprechende Installationen unter dem Namen Kork-Männchen auch in Berlin.

## Ausstellungen
- Ground Zero, Cosh Gallery, London, 2008
- Trespass Alliance: Inside Urban Art, Andipa Gallery, London, 2008
- The Print Show, Black Rat Gallery, London, 2008
- The Bunny Show, Cosh Gallery, London, 2007
- NuArt, Rogaland Kunstmuseum, Stavanger (Norwegen), 2007
- Gis, Cosh Gallery, London, 2007
- Play, Urbis Gallery, Manchester, 2007

## Publikationen
- Slinkachu: Little People in the City: The Street Art of Slinkachu (Vorwort: Will Self). Boxtree Ltd, London 2008. ISBN 978-0-7522-2664-4
- Slinkachu: Kleine Leute in der großen Stadt. Hoffmann und Campe, Hamburg 2009. ISBN 978-3-455-38060-6
- Slinkachu: Kleine Leute in der weiten Welt. Hoffmann und Campe, Hamburg 2012. ISBN 978-3-455-38117-7